# O vento mudou
«O vento mudou» —[u ˈvẽ.tu ˈmu.ðɔu]; en español: «El viento cambió»— es una canción compuesta por Nuno Nazareth Fernandes e interpretada en portugués por Eduardo Nascimento. Se lanzó como sencillo en 1967 mediante Decca. Fue elegida para representar a Portugal en el Festival de la Canción de Eurovisión de 1967 tras ganar la final nacional portuguesa, Grande Prémio TV da Canção Portuguesa 1967.
Eduardo Nascimento también grabó la canción en inglés («Listening»).
La canción ha sido versionada por varios artistas a través de los años, incluyendo la versión española de la canción, «El viento cambió», por António Calvário.

## Festival de Eurovisión

### Grande Prémio TV da Canção Portuguesa 1967
Esta canción participó en la final nacional para elegir al representante portugués del Festival de la Canción de Eurovisión de 1967, celebrada el 25 de febrero de ese año en los Estúdios da Tóbis en Lisboa. Fue presentada por Isabel Wolmar y Henrique Mendes. Dieciocho jurados regionales se encargaron de la votación. La canción fue interpretada por Eduardo Nascimento en la segunda semifinal, reservada para nuevos artistas (la primera semifinal fue para compositores ya establecidos). La canción quedó en primer lugar en la semifinal con 78 puntos, por lo que pasó a la semifinal junto a 5 canciones más. Más tarde, la canción fue interpretada en la final y se declaró ganadora con 120 puntos.

### Festival de la Canción de Eurovisión 1967
Esta canción fue la representación portuguesa en el Festival de Eurovisión 1967. La orquesta fue dirigida por Armando Tavares Belo.
La canción fue interpretada 5ª en la noche del 8 de abril de 1967 por Eduardo Nascimento, precedida por Francia con Noëlle Cordier interpretando «Il doit faire beau là-bas» y seguida por Suiza con Géraldine interpretando «Quel cœur vas-tu briser?». Al final de las votaciones, la canción había recibido 3 puntos, quedando en 12º puesto junto a Finlandia de un total de 17.
Eduardo Nascimento fue en el primer hombre de raza negra en participar en el Festival de Eurovisión, justo un año después de que Milly Scott, que representó a los Países Bajos el año anterior, se convirtiera en la primera mujer de raza negra en hacerlo.
Fue sucedida como representación portuguesa en el Festival de 1968 por Carlos Mendes con «Verão».

## Letra
La canción es del estilo chanson, popular en los primeros años del Festival de Eurovisión. En esta, el intérprete canta sobre un amor pasado, que le dijo que se iría a ver el mundo y volvería cuando el viento cambiara. Él explica que «el viento cambió y ella no volvió», y le pide al viento que se vuelva. Sin embargo, le pide también a las nubes que cubran su dolor, ya que siente que morirá sin ella.

## Formatos
| Portugal - Disco de vinilo 7" |                         |          |  |
| N.º                           | Título                  | Duración |  |
| 1.                            | «O vento mudou»         |          |  |
| 2.                            | «A lenda do rochedo»    |          |  |
| 3.                            | «Stop Please Don't Cry» |          |  |
| 4.                            | «Um homem só»           |          |  |

## Créditos
- Eduardo Nascimento: voz
- Nuno Nazareth Fernandes: composición
- João Magalhães Pereira: letra
- Joaquim Luís Gomes: instrumentación
- Decca: compañía discográfica

Fuente:

## Historial de lanzamiento
| Región   | Fecha | Formato                        | Discográfica  | Ref.  |
| -------- | ----- | ------------------------------ | ------------- | ----- |
| Portugal | 1967  | Disco de vinilo 7", 45 RPM, EP | Decca Records | [ 1 ] |